# Etrimo
 (janvier 2022).
Si vous disposez d'ouvrages ou d'articles de référence ou si vous connaissez des sites web de qualité traitant du thème abordé ici, merci de compléter l'article en donnant les références utiles à sa vérifiabilité et en les liant à la section « Notes et références ».
Etrimo (Société d’Études et de Réalisations Immobilières en Faveur des Classes moyennes) est le nom d'une société de promotion immobilière belge.

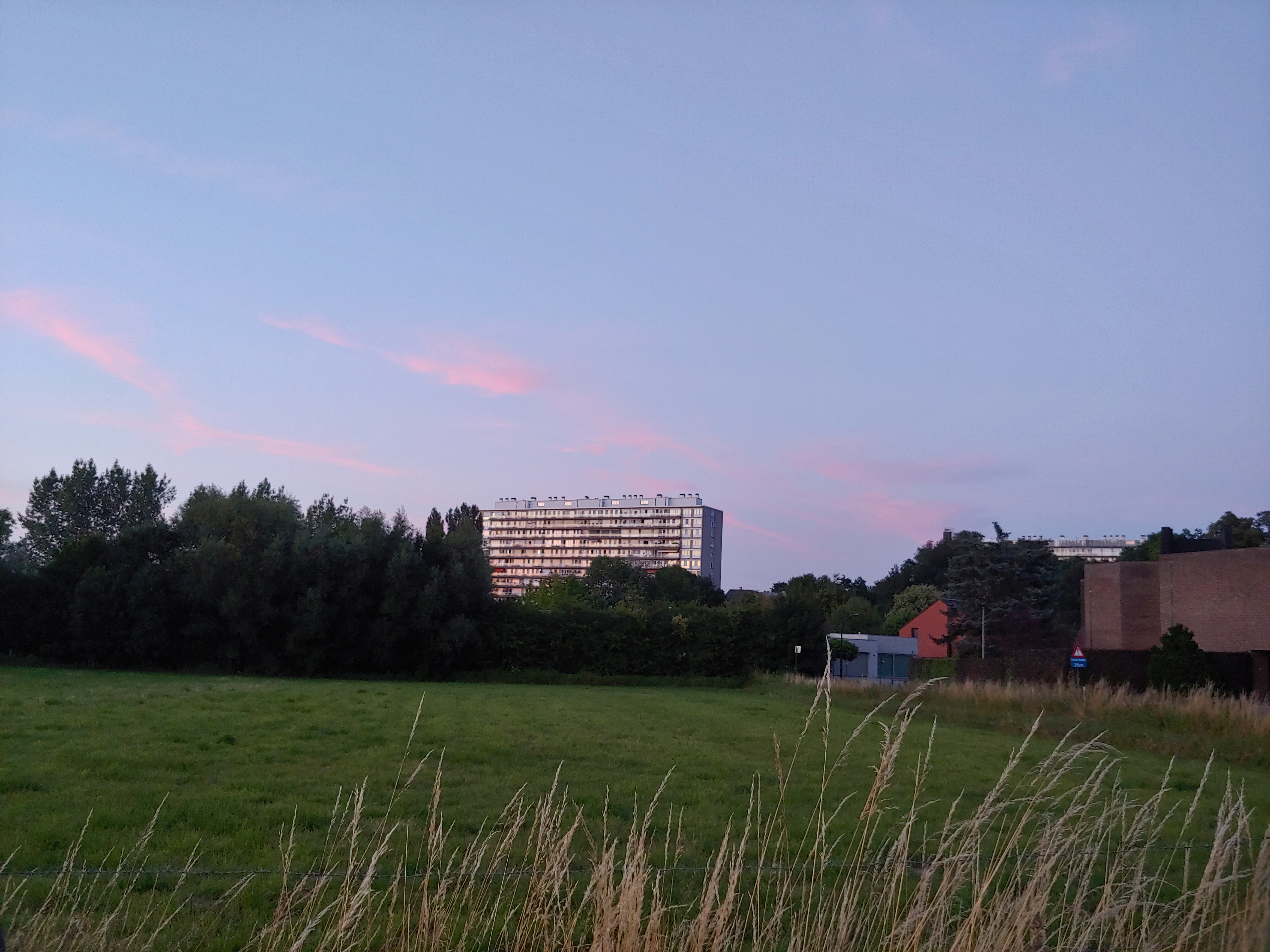
Etrimo à Alost

C'est aussi, par extension, le terme générique utilisé pour des barres d'immeubles à appartements bon marché destinés et vendus à la classe moyenne belge et construits par cette société dans les années 1950, 1960 et 1970.

## Historique
Etrimo est créé par l'architecte Jean-Florian Collin en 1932. Elle construit à Bruxelles dans les années 1930 une quantité importante d'immeubles à appartements dans le style Art déco ou moderniste de l'époque.
En 1948, au lendemain de la Seconde Guerre mondiale, Etrimo renaît de ses cendres, sous l'impulsion de son fondateur Jean-Florian Collin et grâce aux nouvelles formules d'emprunts hypothécaires puisqu'avant-guerre, les possibilités d'emprunt se limitaient à 40 % du prix du logement.
Etrimo change de politique dans le courant des années 1950 et opte, favorisé par la croissance, pour l'immeuble à appartements bon marché. Ceci se fait au détriment de la qualité mise en avant dans ses réalisations des années 1930 et 1940. La nouvelle philosophie du constructeur est de vendre un appartement à chaque ménage à revenu moyen. Etrimo connaît dès lors une croissance exponentielle.
Du zéro de 1948, l'ancien dessinateur-décorateur Collin dépasse les deux milliards de francs belges de chiffre d'affaires en 1969, avec plus de deux mille appartements vendus ou à vendre dans les 12 mois.
En 1970, mise sous concordat judiciaire d'Etrimo  après une période de surchauffe du marché immobilier. Quelque 1200 ménages, qui seront dédommagés, s'étaient endettés pour l'achat de leur appartement sur plan. Cet évènement sera à l'origine en 1971 d'une première loi (loi Breyne) sur la vente d'appartements sur plan.
Des bâtiments d'Etrimo se trouvent dans l'agglomération de bon nombre de grandes villes belges, ainsi qu'en République démocratique du Congo, ancienne colonie belge.

## Bâtiments

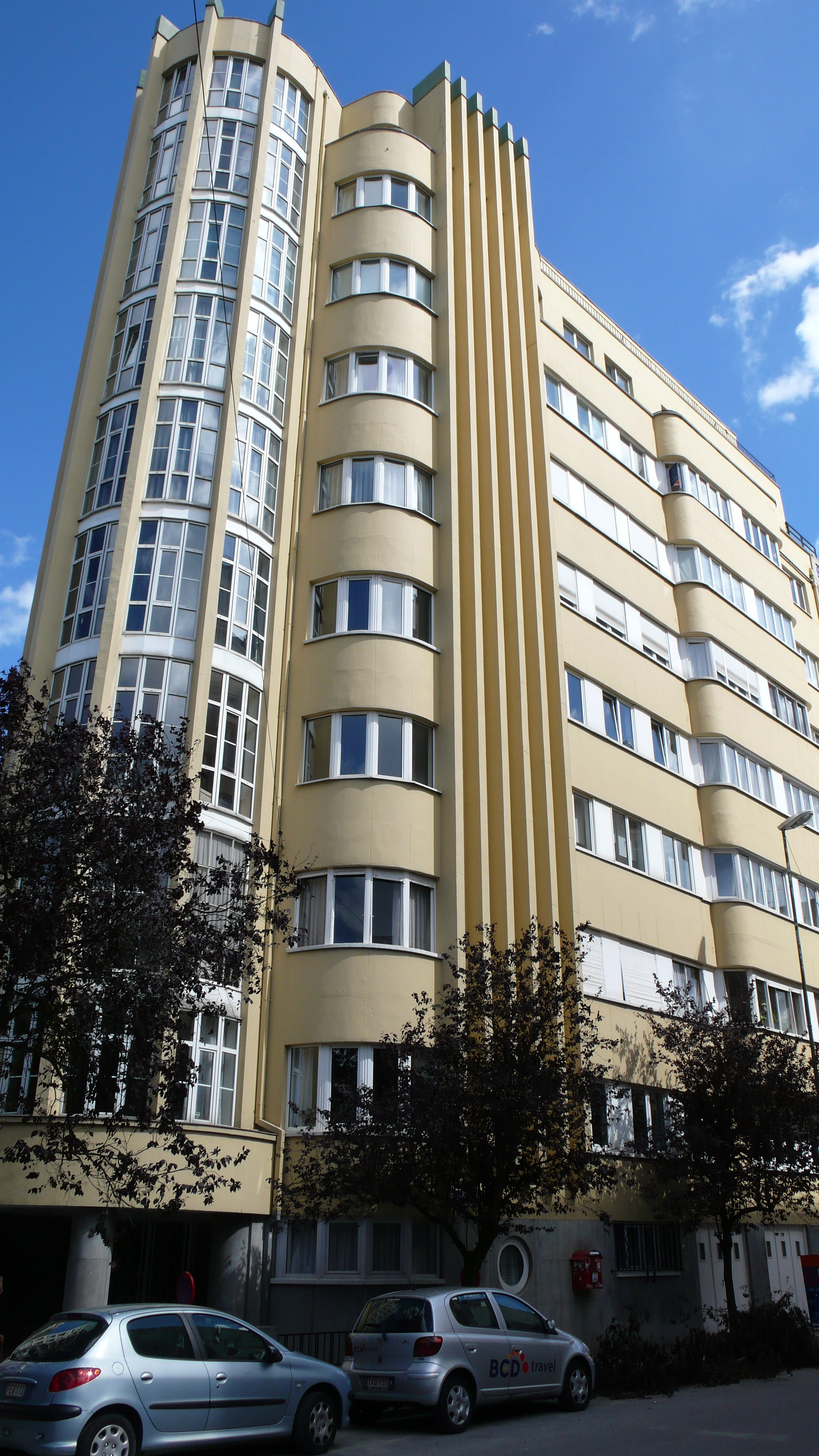
Résidence Ernestine à Ixelles.

### Bâtiments remarquables
Ses réalisations les plus remarquables sont celles situées sur le rond-point de l'Étoile à Ixelles (Palais du Congo, Résidence Ernestine). Deux bâtiments sont également connus en raison de l'implication de l'architecte moderniste Stanislas Jasinski dans leur conception : le 347 avenue Louise, à Bruxelles, et le 51 avenue Général de Gaulle (classé), à Ixelles.
Les autres réalisations bruxelloises d'Etrimo pour cette période sont: le 194 a et b avenue de Tervueren, le 22 avenue des Scarabées, le 67 boulevard Reyers, le 250 avenue Paul Deschanel, le 201 rue Belliard, le 19 avenue de l'Orée, les 120, 124 et 175 avenue W.Churchill, les 32 et 144 avenue Franklin Roosevelt, le 33 avenue Jeanne, les 142 et 144 boulevard Brand Whitlock, le 49 avenue Général de Gaulle, le 13A rue Émile Claus et le 101/103 avenue de Broqueville.

### Caractéristiques
Basés sur un modèle unique, l'Etrimo des années 1960 est construit de préférence dans des parcs arborés. Il se compose de 13 étages sous forme de colonnes de 4 appartements.
Longtemps décrié en raison de sa pauvreté qualitative et architecturale, l'Etrimo fait aujourd'hui partie du paysage urbanistique belge et plus particulièrement bruxellois, au même titre que l'immeuble Amelinckx, son principal concurrent de l'époque.